# بيجى كاس
بيجى كاس (بالإنجليزية: Peggy Cass)‏ (و. 1924 – 1999 م) هي ممثلة مسرحية، وممثلة أفلام، وممثلة تلفزيونية أمريكية، ولدت في بوسطن، بدأت مشوارها المهني سنة 1949، توفيت في نيويورك، عن عمر يناهز 75 عاماً، بسبب قصور القلب.

## التعليم
تعلمت في مدرسة كامبريدج اللاتينية ‏.

## جوائز وترشيحات
حصلت على جوائز منها:
جوائز
- جائزة المسرح العالمي (1957)
- جائزة توني لأفضل ممثلة بارزة في مسرحية [الإنجليزية]‏ (1957)

ترشيحات
- جائزة الأوسكار لأفضل ممثلة مساعدة، عن عمل: العمة مامي (1958)

ترشحت لـ:
- جائزة الأوسكار لأفضل ممثلة مساعدة، عن عمل: العمة مامي (1958).

## وصلات خارجية
- بيجى كاس على موقع IMDb (الإنجليزية)
- بيجى كاس على موقع ألو سيني (الفرنسية)
- بيجى كاس على موقع تيرنر كلاسيك موفيز (الإنجليزية)
- بيجى كاس على موقع أول موفي (الإنجليزية)
- بيجى كاس على موقع قاعدة بيانات برودواي على الإنترنت (الإنجليزية)
- بيجى كاس على موقع قاعدة بيانات برودواي على الإنترنت (الإنجليزية)
- بيجى كاس على موقع قاعدة بيانات الأفلام السويدية (السويدية)
- بيجى كاس على موقع إن إن دي بي (الإنجليزية)
- بيجى كاس على موقع قاعدة بيانات الفيلم (الإنجليزية)
- بيجى كاس على موقع كينوبويسك (الروسية)